# Isodactylactis tardiva
Isodactylactis tardiva är en korallart som först beskrevs av Senna 1907.  Isodactylactis tardiva ingår i släktet Isodactylactis och familjen Cerianthidae. Inga underarter finns listade i Catalogue of Life.